# Nederlands Instituut voor Animatiefilm
Het Nederlands Instituut voor Animatiefilm (NIAf) was een organisatie ter bevordering van de Nederlandse animatiefilm. Het NIAf was gevestigd in Tilburg en bestond van 1993 tot 2013.

## Geschiedenis
Het NIAf werd in 1993 met subsidie van het ministerie van Onderwijs, Cultuur en Wetenschap opgericht door directeur Ton Crone. Het instituut was gericht op het opleiden van jonge animatoren, het distribueren van animatiefilms en het verschaffen van informatie over het vakgebied. Het hoofdkwartier in Tilburg bestond uit meerdere werkplaatsen, een filmcollectie en een mediatheek.
In 2013 moest het NIAf vanwege de cultuurbezuinigingen van het Kabinet-Rutte II de deuren sluiten. De collecties werden ondergebracht bij EYE Film Instituut Nederland in Amsterdam, de Universiteit Utrecht en de Rijksuniversiteit Groningen. Vanwege contractuele verplichtingen werd nog tot 2015 aan de laatste projecten van het NIAf gewerkt.

## Deelnemers Animatie Werkplaats 1993-2013
- Christa Moesker
- Janetta A. Abbenbroek
- Jim Boekbinder
- Liesbeth Worm
- Sjaak Meilink
- Violet Belzer
- Alies Westerveld
- Chris de Deugd
- Marret Jansen
- Mark van der Maarel
- Oerd van Cuijlenborg
- Demian Geerlings
- Jeroen Hoekstra
- Geertjan Tillmans
- Efim Perlis
- Pieter Engels
- Pascal Vermeersch
- Vincent Leloux
- Danny de Vent
- Mic Bijl
- Frodo Kuipers
- Mirjam Broekema
- Terry Chocolaad
- Valentijn Visch
- Anton Setola
- Uri Kranot
- Michal Kranot
- Anneke de Graaf
- Raymond van Es
- Maik Hagens
- Paulien Bekker
- Marta Abad Blay
- Maarten de With
- Niek Castricum
- Dirk Verschure
- Coen Huisman
- Joost Bakker
- Leevi Lehtinen
- Annika Uppendahl
- Kris Genijn
- Anne Breymann
- Maarten Isaäk de Heer
- Sjaak Rood
- Arjan Boeve
- Evelien Lohbeck
- Jasper Kuipers
- Frauke Striegnitz
- Digna van der Put
- Max Porter
- Ru Kuwahata